# Regulación de medios
La regulación de los medios de comunicación son normas impuestas por la jurisdicción de la ley. Las pautas para el uso de los medios difieren en todo el mundo. Esta regulación, a través de la ley, normas o procedimientos, puede tener varios objetivos, por ejemplo proteger el interés público o alentar la competencia y un mercado de medios efectivo, o establecer estándares técnicos comunes.
Los objetivos principales de la regulación de los medios son la prensa, la radio y la televisión, pero también pueden incluir películas, música grabada, cable, satélite, tecnologías de almacenamiento y distribución (discos, cintas, etc.), Internet, teléfonos móviles y otros.

## Fundaciones principales
- Equilibrio entre libertades positivas y negativas: Las libertades definidas negativamente, legislando el papel de las instituciones de medios en la sociedad y asegurando su libertad de expresión, publicación, propiedad privada, comercio y empresa, deben ser equilibradas por una legislación que garantice la libertad positiva de los ciudadanos de su derecho de acceso a la información.
- Equilibrio entre Estado y mercado: Los medios están en una posición entre el comercio y la democracia. Estos requieren el equilibrio entre derechos y obligaciones. Para mantener el equilibrio contractual, la sociedad espera que los medios de comunicación tomen su privilegio de manera responsable. Además, las fuerzas del mercado no garantizan necesariamente la amplia gama de opiniones públicas y la libre expresión.[3]

## En Iberoamérica

### Argentina
La Ley 26.522 de Servicios de Comunicación Audiovisual, conocida como Ley de Medios, es una ley que establece las normas para regir el funcionamiento y la distribución de licencias de los medios radiales y televisivos en la República Argentina. Fue promulgada el 10 de octubre de 2009 por la presidenta Cristina Fernández de Kirchner y se constituyó en reemplazo de la Ley de Radiodifusión 22.285 instituida en 1980 por la dictadura militar autodenominada Proceso de Reorganización Nacional y que se mantenía vigente.
El proyecto original presentado en agosto de 2009 estaba basado en una propuesta de veintiún puntos que había sido presentada por la Coalición por una Radiodifusión Democrática en 2004 y debatida durante un año en 24 foros que se desarrollaron a dicho fin en distintos puntos del país. Luego de que se le realizaran más de 100 modificaciones, fue aprobado en la Cámara de Diputados y el Senado, convirtiéndose en ley. Fue un proyecto de ley altamente polémico, que dio lugar a fuertes apoyos y rechazos; hubo sectores que interpretaron que su verdadera intención no era democratizar los medios, sino destruir el poder del Grupo Clarín, y otorgarle al gobierno nacional el poder para silenciar las críticas de los medios no oficialistas. Para graficar el estado de la opinión pública, la misma semana de la aprobación de la ley, una encuesta de la firma TNS Gallup reveló que el 30 % de los encuestados opinaba que a partir de la sanción, la calidad de la información disponible en los medios empeoraría, mientras que un 25 % pensaba que mejoraría y un 21 % pensaba que no se vería afectada.

### Brasil
Durante el período democrático regido por la Constitución brasileña de 1946, el Congreso Nacional aprobó la Ley N° 2.083 del 12 de noviembre de 1953, publicada en la Gaceta Oficial Federal el 13 de noviembre de 1953. Esta ley fue construida en un período democrático y su texto garantiza que los periódicos y otras revistas sean libres de publicar y circular en territorio nacional; solo prohibiendo la publicación y circulación de periódicos y otras publicaciones periódicas cuando sean clandestinas, es decir, sin editores, directores o editores conocidos, o cuando violen la moral y las buenas costumbres. Y al afirmar que la libertad de prensa no excluye el castigo de quienes abusan de su ejercicio.
En el Gobierno del Régimen Militar se instituyó una nueva Ley de Prensa que fue instituida durante la vigencia de la Constitución de 1967, y que estuvo en vigencia hasta el 30 de abril de 2009, cuando no fue recibida por el Supremo Tribunal Federal de Brasil (STF). El principal punto polémico en la decisión del STF fue sobre el derecho de respuesta, previsto y detallado en la Ley de Prensa. Con su derogación, las decisiones a este respecto llegaron a depender de decisiones judiciales, caso por caso, debidamente fundamentadas, como cualquier otra, en la Constitución Federal.
La licenciatura, para el ejercicio de la profesión, fue abolida con la derogación de la ley. La sentencia sigue una jurisprudencia bien establecida de la Corte Interamericana de Derechos Humanos que prioriza la libertad de expresión como el derecho humano de cualquier ciudadano.